# Bestenabzeichen der Kampfgruppen

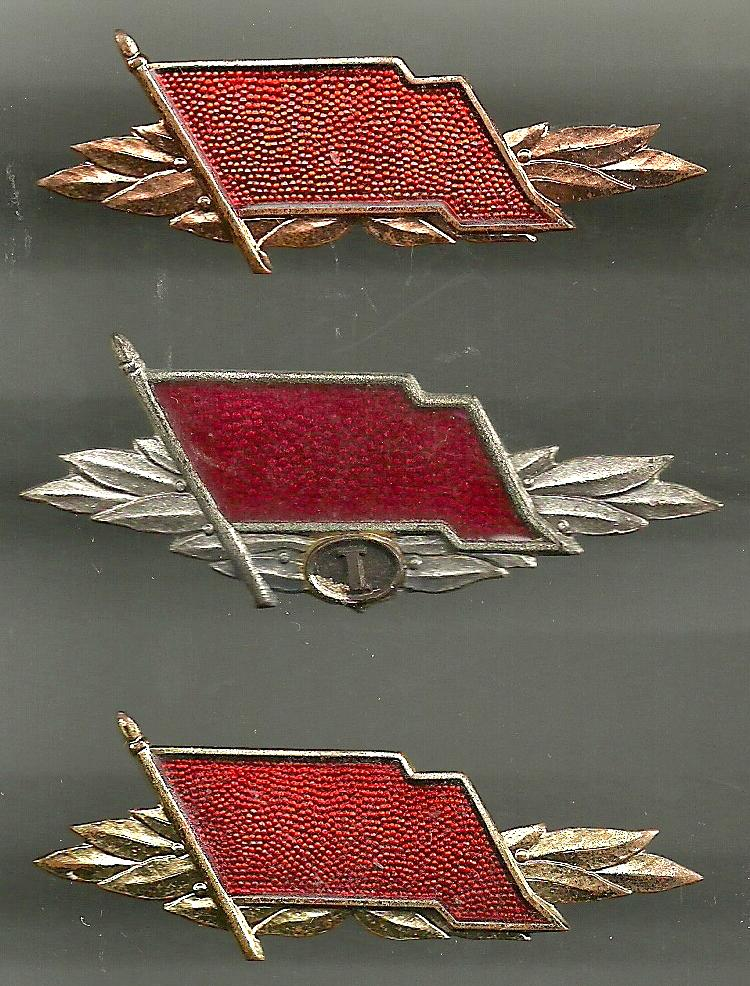
Bestenabzeichen der Kampfgruppen – Bronze, Silber und Gold

Das Bestenabzeichen der Kampfgruppen war in der Deutschen Demokratischen Republik (DDR) eine nichtstaatliche Auszeichnung der Kampfgruppen der Arbeiterklasse, die für besondere Leistungen ausgegeben wurde.

## Aussehen und Trageweise
Das Bestenabzeichen hat die Form einer vergoldeten Spange, die aus Lorbeerblättern und Früchten besteht, deren Enden jeweils nach außen zeigen. Darüber ist eine rot emaillierte Arbeiterfahne gelegt, deren Fahnenstange und Ränder ebenfalls golden gehalten sind. Mittig der Flagge ist das Symbol der Kampfgruppen eingelassen. Die Rückseite ist glatt und zeigt eine waagerecht verlötete Nadel mit Gegenhaken. Getragen wurde das Bestenabzeichen der Kampfgruppen, wie die anderen Bestenabzeichen der DDR oberhalb der rechten Brusttasche.